# Carel Bouman
Carolus Leonardus (Carel) Bouman (Den Bosch, 6 juli 1834 – Dordrecht, 5 januari 1905) was een violist, organist en dirigent.
Hij werd geboren binnen het gezin van Gijsbert Willem Bouman en diens eerste vrouw Catharina Adriana Klaassen. Een aantal van zijn broers en halfbroers, waaronder Antoon Bouman, ging ook de muziek in. Hij was getrouwd met Johanna van Mierlo. Hij overleed aan de verwondingen als gevolg van een val van een trap, waarvoor hij in het ziekenhuis werd behandeld.
Hij kreeg zijn muzikale opleiding van zijn vader en klarinettist J. Dogger uit Den Bosch. Hij werd organist aldaar en werd tevens kapelmeester van de plaatselijke schutterij. Hij vertrok naar Nederlands-Indië om er kapelmeester te worden in Soerabaja, echter het schip leed bij Kaap de Goede Hoop schipbreuk. Eenmaal terug in Nederland werkte hij in Zaltbommel en vanaf 1872 in Dordrecht als muziekdirecteur. Hij werd er organist van de Sint-Bonifaciuskerk. Hij richtte er tevens een fanfarekorps op.
Van zijn hand verscheen Nelly (een opera/operette, die vanaf 1888 uitvoeringen kreeg tot midden 20e eeuw; libretto van Matthias van Zanten, en van waaruit hij een fantasie schreef), missen en werken voor harmonieorkest en fanfare. Ook schreef hij een kindercantate voor de verjaardag van prinses Wilhelmina in 1890.
- Biografisch Portaal: 30338784
- Nederlandse Thesaurus van Auteursnamen: 237382679
- Virtual International Authority File: 283974610
- WorldCat: E39PBJwHmqPdKQjptYQMWKYgKd